# El año de la furia
El año de la furia (lit. ‘L'any de la fúria’) és una pel·lícula dramàtica hispano-uruguaiana de 2020 dirigida per Rafa Russo i protagonitzada per Alberto Ammann, Joaquín Furriel, Daniel Grao, Martina Gusman, Sara Sálamo i Maribel Verdú.

## Argument
Ambientada al Montevideo de 1972, un any abans del cop d'estat de 1973, l'obra segueix la vida de diversos personatges: els guionistes de televisió Diego i Leonardo, el militar i torturador Rojas, la prostituta Susana, l'espanyola antifranquista i hostalera Emilia, i la filla d'aquest últim, la lluitadora política Jenny.

## Repartiment
- Alberto Ammann com a Diego
- Joaquín Furriel com a Leonardo
- Daniel Grao com a Rojas
- Martina Gusmán com a Susana
- Sara Sálamo com a Jenny
- Maribel Verdú com a Emília
- Paula Cancio com a Lidia
- Miguel Ángel Solá com a Silveira
- Sebastián Iturria com a Sergio
- Juan Martín Gravina com a editor del Marcha

## Producció
La pel·lícula és una coproducció hispano-uruguaiana de Gona, Aliwood Mediterrani Produccions i Cimarrón, amb el suport d'Ibermedia, ICAA i RTVE. Es va rodar a Montevideo (escenes exteriors) i Madrid (escenes interiors).

## Estrena
La pel·lícula es va presentar a la 65a edició de la Setmana Internacional de Cinema de Valladolid (Seminci) a l'octubre de 2020. Distribuïda per Filmax, es va estrenar a les sales de cinema d'Espanya el 28 de maig de 2021.

## Recepció
El diari El País va considerar la pel·lícula com una «més que digna aproximació al cinema polític, amb marcats tints melodramàtics». Alberto Luchini del diari espanyol El Mundo va qualificar la pel·lícula amb 3 de 5 estrelles, va destacar els seus personatges realistes, retratats amb múltiples arestes i sense maniqueisme, com el millor de la pel·lícula.